# بلاسينزويلا
بلدية بلاسينزويلا (بالإسبانية: Plasenzuela)‏، هي بلدية تقع في مقاطعة قصرش والتي تقع في منطقة إكستريمادورا، غرب إسبانيا.
يبلغ عدد سكانها 503 نسمة وفقاً لإحصائية سنة (2002).